# 1933 dans le catholicisme
Chronologie du catholicisme
- 1929
- 1930
- 1931
- 1932
- 1933
- 1934
- 1935
- 1936
- 1937

Cet article présente les faits marquants de l'année 1933 dans le catholicisme.

## Évènements
- 1933 est une Année sainte.

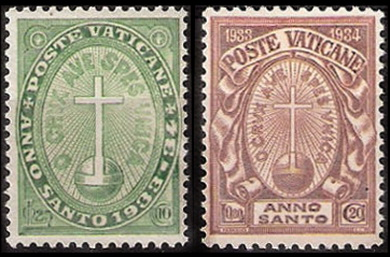
Timbres émis par la Poste Vaticane pour l'Année sainte 1933

- 15 janvier au 2 mars : apparitions mariales de Banneux.
- 13 mars : création de 8 cardinaux par Pie XI.
- 4 juin : canonisation d'André-Hubert Fournet.
- 24 septembre au 15 octobre : ostension du Suaire de Turin.
- 8 décembre : canonisation de Bernadette Soubirous.

## Naissances
- 1er janvier : Jeremiah Coffey, prélat australien d'origine irlandaise, évêque de Sale († 19 novembre 2014)
- 7 janvier : Paul Van den Berghe, prélat belge, évêque d'Anvers
- 19 janvier : George Coyne, prêtre jésuite et astronome américain († 11 février 2020)
- 4 février : Jérôme Owono-Mimboe, prélat camerounais, évêque d'Obala († 15 juillet 2016)
- 5 février : Miguel d'Escoto Brockmann, prêtre et diplomate nicaraguayen († 8 juin 2017)
- 15 février : Kelvin Edward Felix, cardinal dominiquais, archevêque de Castries († 30 mai 2024)
- 22 février : Zygmunt Kamiński, prélat polonais, archevêque de Szczecin († 1er mai 2010)
- 26 février : Lubomyr Husar, cardinal ukrainien, archevêque majeur de Lviv (en) puis de Kiev (en) († 31 mai 2017)
- 5 mars : Walter Kasper, cardinal allemand de la Curie
- 9 mars : Reinhard Lettmann, prélat allemand, évêque de Münster († 16 avril 2013)
- 18 mars : Severino Poletto, cardinal italien, archevêque de Turin († 17 décembre 2022)
- 19 mars : Michel Sabbah, prélat palestinien, patriarche latin de Jérusalem
- 20 mars : Henryk Muszyński, prélat polonais, archevêque de Gniezno
- 23 mars : Michel Gagnon, prélat et missionnaire canadien en Afrique, évêque de Laghouat († 1er juin 2004)
- 28 mars : Juan Sandoval Íñiguez, cardinal mexicain, archevêque de Guadalajara
- 7 avril : André Paul, prêtre, historien, théologien et exégète français
- 18 avril : Soane Lilo Foliaki, prélat tongien, évêque des Tonga († 24 décembre 2013)
- 20 avril : Clément Fecteau, prélat canadien, évêque de Sainte-Anne-de-la-Pocatière († 31 décembre 2017)
- 1er mai : 
  - Mychal Judge, prêtre américain, aumônier des pompiers de New York, première victime officielle des attentats du 11 septembre 2001 († 11 septembre 2001)
  - Stefano Manelli, prêtre italien, fondateur des Frères franciscains de l'Immaculée
- 5 mai : Paul Schoonbroodt, prêtre traditionaliste sédévacantiste belge († 26 mai 2012)
- 9 mai : Bienheureuse Caridad Álvarez Martín, religieuse espagnole, missionnaire et martyre en Algérie († 24 octobre 1994)
- 15 mai : Émilius Goulet, prélat canadien, archevêque de Saint-Boniface
- 20 mai : Edmond Farhat, prélat libanais, diplomate du Saint-Siège et archevêque titulaire de Byblus (de) († 17 décembre 2016)
- 28 juin : Marcel Perrier, prélat français, évêque de Pamiers († 2 octobre 2017)
- 30 juin : José Cardoso Sobrinho, prélat brésilien, archevêque d'Olinda et Recife
- 4 juillet : Godfried Danneels, cardinal belge, archevêque de Malines-Bruxelles et primat de Belgique († 14 mars 2019)
- 29 juillet : 
  - Bienheureux Célestin Ringeard, moine trappiste, missionnaire en Algérie et martyr français († avril 1996)
  - Jean-Marie Untaani Compaoré, prélat burkinabé, archevêque de Ouagadougou († 9 novembre 2024)
- 6 août : Antoine de Vial, prêtre, liturgiste, écrivain et poète franco-américain
- 10 août : Jean Richard, théologien canadien
- 3 septembre : Alfio Rapisarda, prélat italien, diplomate du Saint-Siège et archevêque titulaire de Cannae (de)
- 5 septembre : Francisco Javier Errázuriz Ossa, cardinal chilien, archevêque de Santiago
- 24 septembre : Raffaele Farina, cardinal italien de la Curie, précédemment archevêque titulaire d'Opitergium (de)
- 15 octobre : Antoine Forgeot, moine bénédictin français, abbé de Notre-Dame de Fontgombault († 15 août 2020)
- 19 octobre : Geraldo Majella Agnelo, cardinal brésilien, archevêque de São Salvador da Bahia († 26 août 2023)
- 29 octobre : Joseph Cassidy, prélat irlandais, archevêque de Tuam († 31 janvier 2013)
- 20 novembre : Georges Soubrier, prélat français, évêque de Nantes
- 24 novembre : Helmut Reckter (de), prélat allemand, évêque de Chinhoyi (en) († 10 mars 2004)
- 25 novembre : George Riashi, prélat libanais melkite, archevêque de Tripoli († 28 octobre 2012)
- 27 novembre : Lucien Fischer, prélat français, vicaire apostolique des Îles Saint-Pierre-et-Miquelon et évêque titulaire d'Avioccala
- 2 décembre : Gotthold Hasenhüttl, ancien prêtre autrichien, critique de l’Église
- 5 décembre : Edward Daly, prélat irlandais, évêque de Derry († 8 août 2016)
- 22 décembre : Égide Van Broekhoven, prêtre jésuite, prêtre ouvrier et écrivain belge († 28 décembre 1967)
- 25 décembre : Joachim Meisner, cardinal allemand, archevêque de Cologne († 5 juillet 2017)

## Décès
- 22 janvier : Gustave Mutel, prélat et missionnaire français, vicaire apostolique de Séoul et évêque titulaire de Milo (de) puis archevêque titulaire de Mopsuestia et de Ratiaria (de) (° 8 mars 1854)
- 27 janvier : Stanislas Jarlin, prélat et missionnaire français, vicaire apostolique de Pékin et évêque titulaire de Pharbaetus (° 20 janvier 1856)
- 9 février : Andreas Franz Frühwirth, cardinal autrichien de la Curie, précédemment diplomate du Saint-Siège et archevêque titulaire d'Héraclée-en-Europe (de)  (° 21 août 1845)
- 14 février : Cesare De Titta, prêtre et poète italien (° 27 janvier 1862)
- 24 février : Guillaume Pouget, prêtre lazariste et intellectuel français (° 14 octobre 1847)
- 25 mars : 
  - Jean-Marie Chabert, prêtre français, supérieur général de la Société des missions africaines (° 10 juillet 1874)
  - Léon Wieger, prêtre jésuite, médecin, sinologue et missionnaire français en Chine (° 9 juillet 1856)
- 27 mars : Charles de Gorostarzu, prélat et missionnaire français, vicaire apostolique du Yunnan et évêque titulaire d'Æla (de) (° 6 octobre 1860)
- 25 avril : Marie-Charles-Alfred de Cormont, prélat français, évêque d'Aire (° 29 mars 1847)
- 29 avril : Thomas Ewing Sherman, prêtre jésuite, avocat et éducateur américain (° 12 octobre 1856)
- 30 avril : Louis Van Hoeck, prélat jésuite et missionnaire belge, premier évêque de Ranchi (° 17 avril 1870)
- 8 mai : Bonaventura Cerretti, cardinal italien de la Curie, précédemment diplomate du Saint-Siège et archevêque titulaire de Philippopolis-en-Thrace (de) (° 17 juin 1872)
- 19 juin : Bienheureux John Sullivan, prêtre jésuite converti du protestantisme et enseignant irlandais (° 8 mai 1861)
- 11 juin : Bienheureuse Hildegarde Burjan, femme politique et religieuse d'origine juive activiste sociale autrichienne, fondatrice des Sœurs de la charité sociale (° 30 janvier 1883)
- 19 juillet : Jacques Forget, prêtre, théologien et orientaliste belge (° 6 janvier 1852)
- 16 septembre : Raffaele Scapinelli di Leguigno, cardinal italien de la Curie, précédemment diplomate du Saint-Siège et archevêque titulaire de Laodicée-en-Syrie (de) (° 25 avril 1858)
- 19 octobre : Roger Galmiche, prêtre et historien français (° 22 juin 1885)
- 23 octobre : Maurice de la Taille, prêtre jésuite, théologien et liturgiste français (° 30 novembre 1872)
- 7 novembre : 
  - John Chapman, prêtre catholique venu de l'anglicanisme, théologien et écrivain britannique (° 25 avril 1865)
  - Alphonse Kannengieser, prêtre et sociologue français (° 1er juillet 1855)
  - Paul Pisani, prêtre et historien français (° 14 avril 1852)
- 7 décembre : James Cullen, prêtre jésuite et mathématicien irlandais (° 19 avril 1867)
- 22 décembre : Louis Bridel, prêtre français, pionnier du syndicalisme français (° 17 janvier 1880)